# Хлебородов, Андрей Иванович
Андрей Иванович Хлеборо́дов (1896 — октябрь 1973 года) — бригадир конного завода № 173 Днепропетровской области Украинской ССР.

## Биография
Родился в 1896 году на территории современной Брянской области.
На конном заводе № 173 в Щорском районе (Днепропетровской области Украинской ССР работал бригадиром по выращиванию люцерны. В 1948 году получил урожай 5 центнеров семян люцерны на площади 75 гектаров.
Указом Президиума Верховного Совета СССР от 12 сентября 1949 года за получение высоких урожаев пшеницы и семян люцерны в 1948 году при выполнении конными заводами плана сдачи государству сельскохозяйственных продуктов ему было присвоено звание Героя Социалистического Труда с вручением ордена Ленина и золотой медали «Серп и Молот».
Работал в сельскохозяйственных предприятиях Васильковского района Днепропетровской области. Умер в октябре 1973 года. Похоронен в селе Шевченково Васильковского района.
Награждён орденом Ленина (12.09.1949). медалями.